# Шинькович Олександр Дмитрович
Олекса́ндр Дми́трович Шинько́вич — старшина, Державна прикордонна служба України.
15 липня 2014 року — за особисту мужність і героїзм, виявлені у захисті державного суверенітету та територіальної цілісності України, вірність військовій присязі під час російсько-української війни, відзначений — нагороджений орденом «За мужність» III ступеня.
Нагороду отримав 17 липня в Центральному клінічному госпіталі прикордонного відомства, де лікувався після важкого поранення.